# Władimir Kudrin
Władimir Kudrin (ur. 7 października 1994) – kazachski zapaśnik walczący w stylu wolnym. Wicemistrz igrzysk wojskowych w 2015 i trzeci na wojskowych MŚ w 2014. Mistrz Azji juniorów w 2012 roku.